# Armoiries des Territoires du Nord-Ouest
Les armoiries des Territoires du Nord-Ouest ont été accordés aux Territoires du Nord-Ouest par décret royal le 7 février 1957, par la reine Élisabeth II.

## Description
La crête se compose de deux narvals d'or gardant une rose des vents, symbole du pôle Nord magnétique. Le tiers supérieur blanc de l'écusson représente la banquise polaire et il est traversé par une ligne ondulée bleue symbolisant le Passage du Nord-Ouest. La ligne diagonale séparant le rouge et le vert dans la partie inférieure du bouclier reflète la limite des arbres. Le vert symbolise les régions boisées du sud de la limite des arbres, tandis que le rouge représente la toundra au nord. Les minéraux et la fourrure, les bases importantes de la partie nord, sont représentés par des billettes d'or dans la partie verte et par un masque du renard blanc dans le rouge.